# Brockensen
Brockensen ist eine Ortschaft der Gemeinde Emmerthal im Landkreis Hameln-Pyrmont in Niedersachsen.

## Geographie
Das Dorf liegt fünf Kilometer südöstlich von Emmerthal, zehn Kilometer südöstlich von Hameln und drei Kilometer östlich der Weser an der Ilse.

## Geschichte
Die erste urkundliche Erwähnung des Ortes stammt aus dem Jahr 1287 unter dem Namen Brokhusen. Eine spätere Bezeichnungen aus dem Jahr 1555 lautet Bruchhausen. Der Name deutet auf sumpfige Lage.
Ursprünglich gehörte Brockensen zum Amt Grohnde, welches 1859 im Amt Hameln aufging.

### Einwohnerentwicklung
- 1910: 195 Einwohner (am 1.12.)[4]
- 1925: 200 Einwohner[5]
- 1933: 183 Einwohner[5]
- 1939: 158 Einwohner[5]
- 1950: 419 Einwohner (am 13.9.)[1]
- 1956: 304 Einwohner (am 25.9.)[1]

### Eingemeindungen
Durch die Gebietsreform wurde die bis dahin selbständige Gemeinde Brockensen am 1. Januar 1973 in die Gemeinde Emmerthal eingemeindet.